# Alsodes
Alsodes là một chi động vật lưỡng cư trong họ Alsodidae, thuộc bộ Anura. Chi này có 19 loài và 25% bị đe dọa hoặc tuyệt chủng. Tên thường gọi: Spiny chest frog (Ếch ngực gai). Khu vực phân bố: Chile và Argentina.

## Các loài
Tháng 6 năm 2013, chi này có 19 loài:
- Alsodes australis Formas, Úbeda, Cuevas & Nuñez, 1997.
- Alsodes barrioi Veloso, Diaz, Iturra & Penna, 1981.
- Alsodes coppingeri,
- Alsodes gargola Gallardo, 1970.
- Alsodes hugoi Cuevas & Formas, 2001.
- Alsodes igneus Cuevas & Formas, 2005.
- Alsodes kaweshkari Formas, Cuevas & Nuñez, 1998.
- Alsodes laevis (Philippi, 1902).
- Alsodes montanus (Lataste In Philippi, 1902).
- Alsodes monticola Bell, 1843.
- Alsodes neuquensis,
- Alsodes nodosus (Duméril & Bibron, 1841).
- Alsodes norae Cuevas P., 2008
- Alsodes pehuenche Cei, 1976.
- Alsodes tumultuosus Veloso M., Iturra C. & Galleguillos G., 1979.
- Alsodes valdiviensis Formas, Cuevas & Brieva, 2002.
- Alsodes vanzolinii (Donoso-Barros, 1974).
- Alsodes verrucosus (Philippi, 1902).
- Alsodes vittatus (Philippi, 1902).

## Hình ảnh

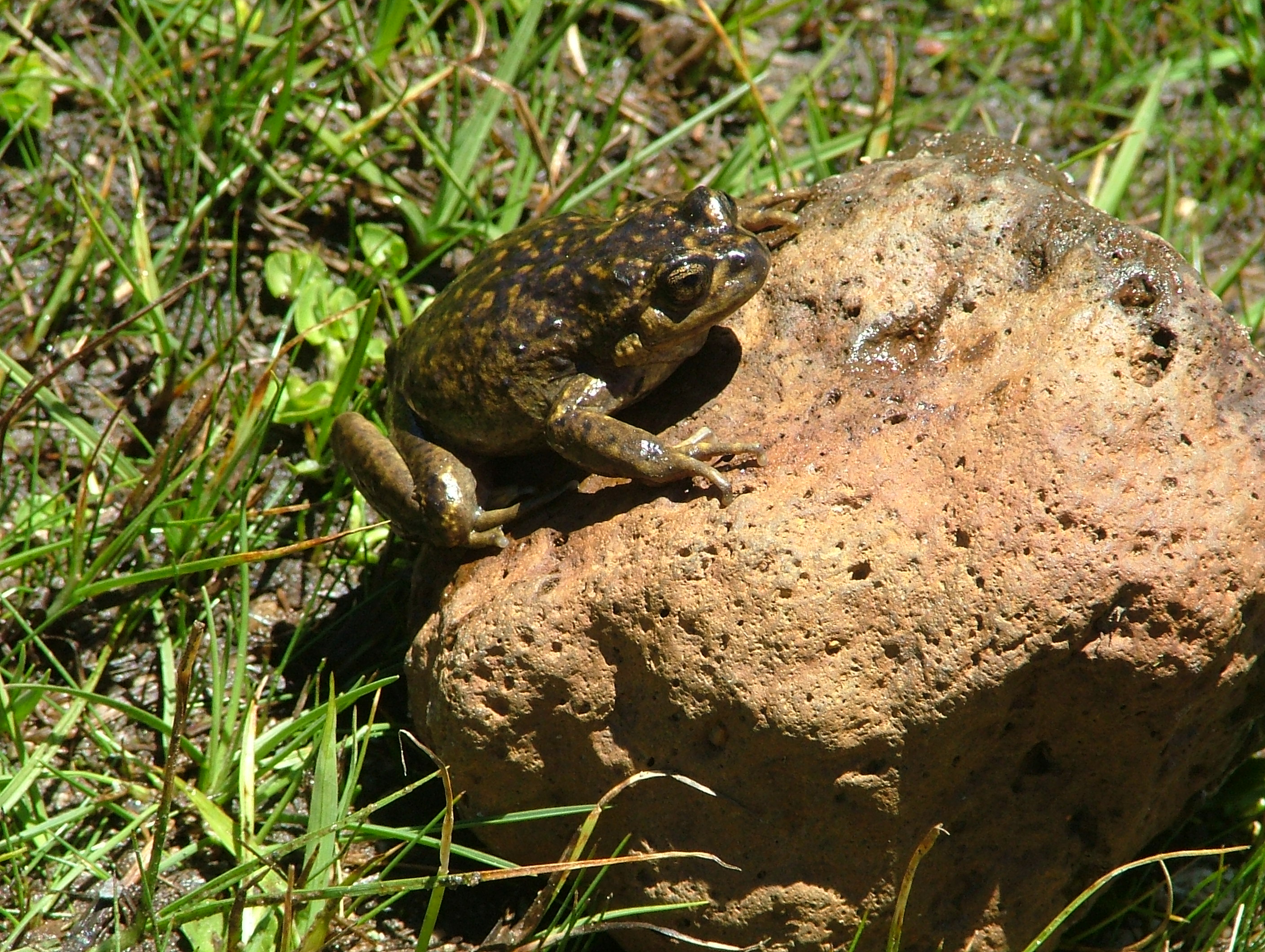